# Helen de Maat-Koolen
Hendrica Johanna Theresia Maria (Helen) de Maat-Koolen (Bergen op Zoom, 23 mei 1942) was een Nederlands top-ambtenaar en wethouder van Delft voor D66. In 1991 werd zij benoemd tot secretaris-generaal van het ministerie van Sociale Zaken en Werkgelegenheid, de eerste vrouw die deze ambtelijke topfunctie vervulde.

## Biografie
De Maat-Koolen trad in 1968 in dienst van het ministerie van Sociale Zaken en Werkgelegenheid. In de jaren 1978-1982 was zij wethouder van Delft voor D66. Daarna keerde zij terug op het ministerie waar zij vanaf 1986 districtshoofd Noord-Holland van de Arbeidsinspectie was. In 1989 jaar werd zij benoemd tot plaatsvervangend secretaris-generaal op dat ministerie, in 1991 gevolgd door haar benoeming tot secretaris-generaal, de eerste vrouw die deze ambtelijke topfunctie vervulde. De samenwerking met de nieuwe minister Ad Melkert was niet optimaal waarna zij diezelfde functie ging vervullen vanaf 1 augustus 1995 op het ministerie van Volksgezondheid, Welzijn en Sport bij haar partijgenoot Els Borst, als opvolger van Hans de Boer. Toen in 1997 een vernietigend rapport van een organisatiebureau verscheen over de leiding van het ministerie, moest zij haar functie neerleggen en werd zij opgevolgd door Roel Bekker. Vervolgens was zij sindsdien tot 2004 adviseur op het ministerie. Zij bekleedde verschillende nevenfuncties in het openbaar bestuur; zo was zij in 1990 formateur bij de collegevorming van Delft.